# Jules Mann-Stewart
Jules Mann-Stewart (27 de agosto de 1959, Austrália, Queensland) é uma diretora, produtora e supervisora de roteiros  australiana. 

## Biografia
Foi casada com o produtor de TV John Stewart, com quem teve Kristen Stewart e Cameron, Dana e Taylor Stewart (os dois últimos adotivos). Hoje é produtora, diretora e roteirista, além de possuir uma produtora de filmes independente em Los Angeles, em conjunto com o atual marido Tom Wright, a Libertine Films.

## Filmografia
- Mortal Kombat (supervisora de roteiro) - 1995

- The Straight Story - 1999

- O 6º Dia - 2000

- xXx - 2002

- K-11 - 2013 (diretora e roteirista)